# The Corries
The Corries fue un grupo escocés de música folk formado en 1962. Desde su principio hasta 1966 fue un trío conocido como The Corrie Folk Trio, a veces con la cantante irlandesa Paddie Bell. Después de fundador Bill Smith dejó, el grupo seguía como un dúo compuesto de Roy Williamson y Ronnie Browne hasta el muerte de Williamson en 1990.

## Discografía
- The Corrie Folk Trio and Paddie Bell (1964)
- The Promise of the Day (1965)
- Those Wild Corries (1966)
- Bonnet, Belt and Sword (1967)
- Kishmul's Galley (1968)
- Scottish Love Songs (1969)
- The Corries in Concert (1969)
- Strings and Things (1970)
- In Retrospect (1970)
- Sound the Pibroch (1972)
- A Little of What You Fancy (1973)
- Live from Scotland Volume 1 (1974)
- Live from Scotland Volume 2 (1975)
- Live from Scotland Volume 3 (1975)
- Live from Scotland Volume 4 (1977)
- Peat Fire Flame (1977)
- Spotlight on the Corries (19770
- Stovies (1980)
- A Man's A Man (1980)
- The Dawning of the Day (1982)
- Love from Scotland (1983)
- Scotland Will Flourish (1985)
- Barrett's Privateers (1987)
- The Bonnie Blue (1988)
- Flower of Scotland (1990)